# Systembolaget

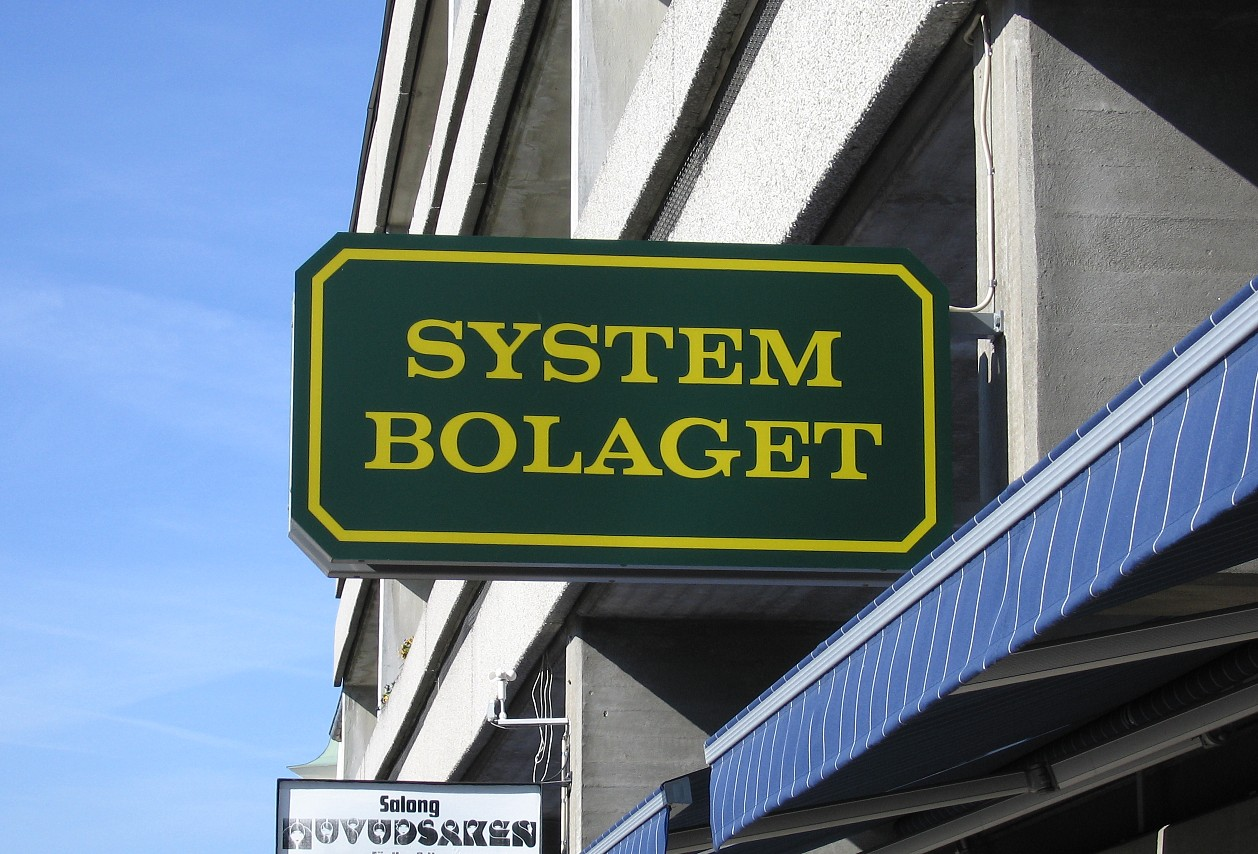

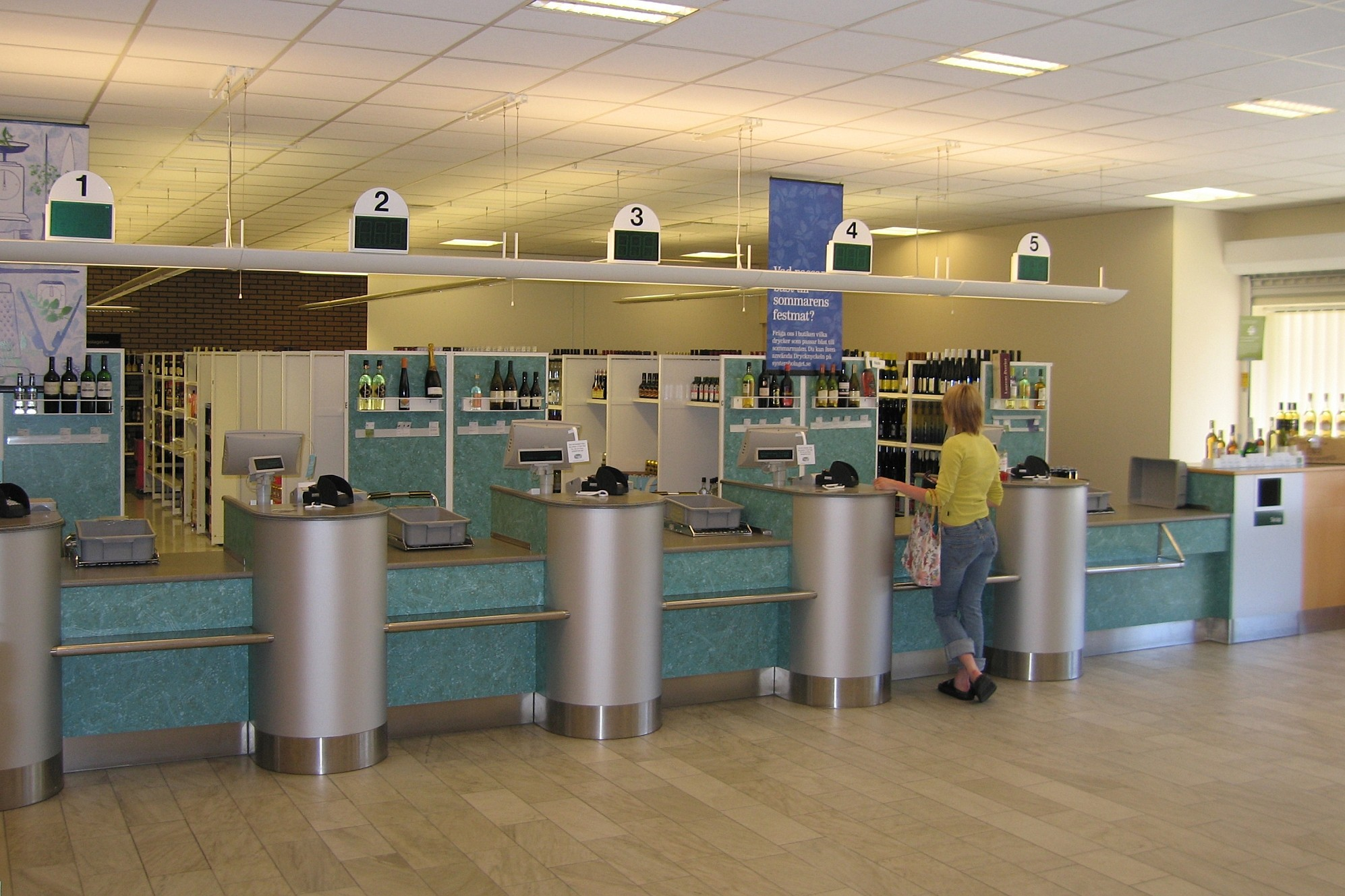
Een systembolaget-zaak met kassa's waar bestellingen kunnen worden gedaan.

Systembolaget (letterlijk: Het systeembedrijf) is het Zweedse staatsbedrijf dat een monopolie heeft op de verkoop van alcohol boven de 3,5%. Er geldt in Zweden een minimumleeftijd van 20 voor het kopen van drank in een systembolag. Het bedrijf is in 1955 opgezet, met als doel om het overmatig drankgebruik van de Zweden terug te dringen. Systembolaget is 's werelds grootste koper van wijn en sterkedrank. 

## Kritiek
Kritiek is dat het staatsmonopolie op drank niet voorkomen heeft dat het (soms overmatig) alcoholgebruik onder Zweden gelijk is aan andere Europese volkeren. Veel Zweden uit het zuiden halen hun drank vanwege de lagere prijs uit met name Denemarken en Duitsland. Tevens wordt er met name buiten de stedelijke gebieden nog steeds illegaal gestookt, soms met alcoholvergiftiging (methanol) en bevriezing (alcohol en kou) tot gevolg.

## Andere alcoholmonopolies
- Alko - Finland
- Vinmonopolet - Noorwegen
- Vínbúð - IJsland
- Provincial Liquour Crown Companies - Canada
- National Alcohol Beverage Control Association - Verenigde Staten